# Выборы в Сахалинскую областную думу (2017)
Выборы депутатов Сахалинской областной думы седьмого созыва состоялись в Сахалинской области 10 сентября 2017 года в единый день голосования. Выборы прошли по смешанной избирательной системе: из 28 депутатов 14 были избраны по партийным спискам (пропорциональная система), остальные 14 — по одномандатным округам (мажоритарная система). Для попадания в областную думу по пропорциональной системе партиям необходимо преодолеть 5%-й барьер. Срок полномочий областной думы седьмого созыва — пять лет.
На 1 января 2017 года в Сахалинской области было зарегистрировано 382 325 избирателей
Председатель Избирательной комиссии Сахалинской области — Виктория Черкасова.

## Ключевые даты
- 8 июня Сахалинская областная дума назначила выборы на 10 сентября 2017 года (единый день голосования).[3]
  - 9 июня решение о назначении выборов было опубликовано в СМИ.[4]
- 9 июня Избирательная комиссия Сахалинской области утвердила календарный план мероприятий по подготовке и проведению выборов.[4]
- с 10 июня по 9 июля — период выдвижения списков.[4]
- с 26 июня по 23 июля — период самовыдвижения кандидатов.[4]
  - агитационный период начинается со дня выдвижения и заканчивается и прекращается за одни сутки до дня голосования.[4]
- с 11 по 26 июля — период представления документов для регистрации кандидатов и списков.[4]
- с 12 августа по 8 сентября — период агитации в СМИ.[4]
- 9 сентября — день тишины.[4]
- 10 сентября — день голосования.

## Участники
Согласно постановлению областной избирательной комиссии, 9 политических партий имеют право выставить списки кандидатов без сбора подписей избирателей:
- Единая Россия
- Партия дела
- Союз Труда
- За женщин России
- Коммунистическая партия Российской Федерации
- Коммунистическая партия социальной справедливости
- ЛДПР
- Справедливая Россия
- Яблоко

### Выборы по партийным спискам
Для регистрации партиям необходимо было собрать от 1912 до 2103 подписей (0,5 % от числа избирателей).
| 1 | За женщин России                                | Светлана Латашенко                                  | 14 | 16 | зарегистрирован     |
| 2 | Патриоты России                                 | Ирина Репина • Инна Колотовкина                     | 9  | 19 | зарегистрирован     |
| 3 | Коммунистическая партия Российской Федерации    | Юрий Выголов • Людмила Семечева                     | 14 | 33 | зарегистрирован     |
| 4 | Единая Россия                                   | Олег Кожемяко • Татьяна Пак • Андрей Хапочкин       | 14 | 44 | зарегистрирован     |
| 5 | КПСС                                            | Елена Зюганова • Галина Иванова • Эдуард Таран      | 14 | 42 | зарегистрирован     |
| 6 | Коммунисты России                               | Дмитрий Зенкин • Наталия Вацанюк • Георгий Мананков | 14 | 27 | зарегистрирован     |
| 7 | Яблоко                                          | Вениамин Пак                                        | 14 | 24 | зарегистрирован     |
| 8 | Справедливая Россия                             | Александр Анистратов • Сергей Довидович             | 12 | 13 | зарегистрирован     |
| 9 | ЛДПР — Либерально-демократическая партия России | Владимир Жириновский • Дмитрий Флеер                | 13 | 22 | зарегистрирован     |
| 10 | Родина                                          | Анатолий Жук • Ирина Новоселова • Александр Коньков | 14 | 23 | зарегистрирован     |
| | Партия дела                                     | Игорь Минервин • Сергей Пономарёв • Иван Ковтун     | 10 | 30 | отказ в регистрации |
| *Региональная группа соответствует одномандатному округу и должна включать от 1 до 3 кандидатов. Региональных групп должно быть от 7 до 14. |                                                 |                                                     |    |    |                     |
| **Без учёта выбывших кандидатов. Общее число включённых в список кандидатов не может превышать 45 человек.                                  |                                                 |                                                     |    |    |                     |

### Выборы по округам
По 14 одномандатным округам кандидаты могли выдвигаться как от партии, так и путём самовыдвижения. Кандидатам необходимо собрать 3 % подписей от числа избирателей соответствующего одномандатного округа.
| Партия | Партия                                            | Кандидатов | Кандидатов       |
| Партия | Партия                                            | Выдвинуто  | Зарегистрировано |
| ------ | ------------------------------------------------- | ---------- | ---------------- |
|        | Единая Россия                                     | 12         | 11               |
|        | За женщин России                                  | 8          | 7                |
|        | Коммунистическая партия Российской Федерации      | 14         | 14               |
|        | Коммунистическая партия социальной справедливости | 11         | 11               |
|        | Коммунисты России                                 | 8          | 1                |
|        | ЛДПР                                              | 10         | 10               |
|        | Партия дела                                       | 6          | 0                |
|        | Справедливая Россия                               | 12         | 11               |
|        | Яблоко                                            | 3          | 3                |
|        | Самовыдвижение                                    | 12         | 6                |
| Всего  | Всего                                             | 98         | 74               |

| № округа | Состав                                                                    | Всего избирателей |
| -------- | ------------------------------------------------------------------------- | ----------------- |
| 1        | городской округ «Город Южно-Сахалинск»                                    | 28 824            |
| 2        | городской округ «Город Южно-Сахалинск»                                    | 25 516            |
| 3        | городской округ «Город Южно-Сахалинск»                                    | 26 665            |
| 4        | городской округ «Город Южно-Сахалинск»                                    | 29 392            |
| 5        | городской округ «Город Южно-Сахалинск»                                    | 29 538            |
| 6        | частично Холмский район                                                   | 25 604            |
| 7        | Невельский район, частично Холмский район                                 | 23 394            |
| 8        | Анивский район, частично Корсаковский район                               | 26 903            |
| 9        | Курильский район, Южно-Курильский район, частично Корсаковский район      | 28 540            |
| 10       | Долинский район, Томаринский район                                        | 29 038            |
| 11       | Макаровский район, Поронайский район                                      | 26 088            |
| 12       | Смирныховский район, Углегорский район                                    | 28 416            |
| 13       | Александровск-Сахалинский район, Северо-Курильский район, Тымовский район | 24 311            |
| 14       | Ногликский район, Охинский район                                          | 30 096            |

## Результаты

Явка на выборах по единому округу (слева) и одномандатным округам (справа).

| Партия                     | Партия                     | по единому округу | по единому округу | по единому округу | по единому округу | по единому округу | по одно- мандатным округам | по одно- мандатным округам | всего | всего | всего   | всего   |
| Партия                     | Партия                     | Голоса            | %                 | +/-               | Мест              | +/-               | Мест                       | +/-                        | Мест  | +/-   | %       | +/-     |
| -------------------------- | -------------------------- | ----------------- | ----------------- | ----------------- | ----------------- | ----------------- | -------------------------- | -------------------------- | ----- | ----- | ------- | ------- |
|                            | «Единая Россия»            | 44 221            | 44,64 %           | ▼5,54 %           | 9                 | ▬ 0               | 10                         | ▼2                         | 19    | ▼2    | 67,86 % | ▼7,14 % |
|                            | КПРФ                       | 16 345            | 16,50 %           | ▼1,83 %           | 3                 | ▬ 0               | 1                          | ▲1                         | 4     | ▲1    | 14,29 % | ▲3,57 % |
|                            | ЛДПР                       | 12 902            | 13,02 %           | ▲4,66 %           | 2                 | ▲1                | 0                          | ▬ 0                        | 2     | ▲1    | 7,14 %  | ▲3,57 % |
|                            |                            |                   |                   |                   |                   |                   |                            |                            |       |       |         |         |
|                            | «За женщин России»         | 4772              | 4,82 %            | —                 | 0                 | —                 | 0                          | —                          | 0     | —     | 0 %     | —       |
|                            | «Справедливая Россия»      | 4501              | 4,54 %            | ▼2,63 %           | 0                 | ▼1                | 0                          | ▬ 0                        | 0     | ▼1    | 0 %     | ▼3,57 % |
|                            | «Коммунисты России»        | 4082              | 4,12 %            | —                 | 0                 | —                 | 0                          | ▬ 0                        | 0     | ▬ 0   | 0 %     | ▬ 0 %   |
|                            | КПСС                       | 3788              | 3,82 %            | ▲0,78 %           | 0                 | ▬ 0               | 0                          | —                          | 0     | ▬ 0   | 0 %     | ▬ 0 %   |
|                            | «Яблоко»                   | 1576              | 1,59 %            | ▼1,28 %           | 0                 | ▬ 0               | 0                          | ▬ 0                        | 0     | ▬ 0   | 0 %     | ▬ 0 %   |
|                            | «Патриоты России»          | 1236              | 1,25 %            | ▼0,05 %           | 0                 | ▬ 0               |                            |                            | 0     | ▬ 0   | 0 %     | ▬ 0 %   |
|                            | «Родина»                   | 1161              | 1,17 %            | —                 | 0                 | —                 | 0                          | —                          | 0 %   | —     |         |         |
|                            | Самовыдвижение             |                   |                   |                   |                   |                   | 3                          | ▲1                         | 3     | ▲1    | 10,71 % | ▲3,57 % |
| Действительные бюллетени   | Действительные бюллетени   | 94 584            | 95,47 %           | ▼1,11 %           |                   |                   |                            |                            |       |       |         |         |
| Недействительные бюллетени | Недействительные бюллетени | 4488              | 4,53 %            | ▲1,11 %           |                   |                   |                            |                            |       |       |         |         |
| Всего                      | Всего                      | 99 072            | 100 %             | —                 | 14                | ▬ 0               | 14                         | ▬ 0                        | 28    | ▬ 0   | 100 %   | —       |
|                            |                            |                   |                   |                   |                   |                   |                            |                            |       |       |         |         |
| Явка                       | Явка                       | 99 072            | 26,02 %           | ▼1,39 %           |                   |                   |                            |                            |       |       |         |         |
| Общее число избирателей    | Общее число избирателей    | 380 785           |                   |                   |                   |                   |                            |                            |       |       |         |         |